# جایزه بزرگ اروپا ۱۹۹۳
جایزه بزرگ اروپا ۱۹۹۳ (انگلیسی: ‎1993 European Grand Prix‎)، که به‌طور رسمی با نام جایزه بزرگ سگا اروپا شناخته می‌شود، یک مسابقهٔ موتوری در رشتهٔ اتومبیل‌رانی فرمول یک بود که در تاریخ ۱۱ آوریل ۱۹۹۳ در پیست دونینگتون پارک واقع در لسترشر، بریتانیا برگزار شد. این گراند پری در میان ۱۶ گراند پری در فصل ۱۹۹۳، مسابقهٔ شمارهٔ ۳ بود.
در این مسابقه که در ۷۶ دور و به مسافت ۳۰۵٫۷۴۸ کیلومتر (۱۸۹٫۹۸۳ مایل) برگزار شد، پول پوزیشن توسط آلن پروست کسب شد و سریع‌ترین زمان برای طی یک دور پیست که برابر با ۱:۱۸٫۰۲۹ بود نیز توسط آیرتون سنا به ثبت رسید.
آیرتون سنا از تیم مک‌لارن-فورد، دیمون هیل از تیم ویلیامز-رنو و آلن پروست از تیم ویلیامز-رنو به‌ترتیب مقام‌های اول تا سوم مسابقه را کسب کردند.

## رده‌بندی قهرمانی پس از مسابقه
| جایگاه | راننده      | امتیاز |
| ------ | ----------- | ------ |
| ۱      | آیرتون سنا  | ۲۶     |
| ۲      | آلن پروست   | ۱۴     |
| ۳      | دیمون هیل   | ۱۲     |
| ۴      | مارک بلاندل | ۶      |
| ۵      | جانی هربرت  | ۶      |
| منبع:  |             |        |

| جایگاه | سازنده      | امتیاز |
| ------ | ----------- | ------ |
| ۱      | مک‌لارن-فورد | ۲۶     |
| ۲      | ویلیامز-رنو | ۲۶     |
| ۳      | لوتوس-فورد  | ۷      |
| ۴      | بنتون-فورد  | ۶      |
| ۵      | لیجیه-رنو   | ۶      |
| منبع:  |             |        |

یادداشت
- تنها پنج جایگاه نخست از هر رده‌بندی نمایش داده شده‌است.